# Céfaclor
Le céphaclor est une molécule antibiotique de la classe de céphalosporines.

## Mode d'action
Le céphaclor inhibe la PLP, enzyme permettant la synthèse du peptidoglycane bactérien.